# 선악이원론
선악이원론(善悪二元論)은 세상의 사상을 선과 악의 두 가지 분류로 세계를 해석하는 인식법이다. 끝까지 그 어느 쪽이 승리할지 부정하는 것이 완전 기본 원리. 그러나 조로아스터교나 크리스트교에서는, 선신이 이긴다고 여겨지므로 궁극적으로는 일원론이라고 말할 수 있다. 니체는 선악의 피안을 제창해, 크리스트교의 선신승리 일원론에 입각한 선악의 이원론을 비판했다.

## 같이 보기
- 유태교·크리스트교
- 아마겟돈
- 조로아스터교
- 마니교
- 권선징악
- 권선징악 (이슬람)